# Little Red Monkey
Little Red Monkey (titul oringinal: Case of the Red Monkey) este un film polițist britanic din 1955 regizat de Ken Hughes. În rourile principale joacă actorii Richard Conte, Rona Anderson și Russell Napier.

## Distribuție
| Actor               | Role                                            |
| ------------------- | ----------------------------------------------- |
| Richard Conte       | Bill Locklin                                    |
| Rona Anderson       | Julia Jackson                                   |
| Russell Napier      | Superintendent John Harrington                  |
| Sylva Langova       | Hilde Heller                                    |
| Colin Gordon        | Harry Martin                                    |
| Donald Bisset       | Editor Harris                                   |
| John King-Kelly     | Spy Henchman                                    |
| Bernard Rebel       | Vinson - Spy Henchman                           |
| Arnold Marlé        | Profesor Leon Dushenko                          |
| John Horsley        | Detective Sergeant Gibson                       |
| Jane Welsh          | Superintendent McCollum                         |
| Theodore Wilhelm    | Secretary of the International Social Club      |
| Colin Tapley        | Sir Clive Raglan                                |
| Noel Jonson         | Detective Sergeant Hawkins                      |
| Jessica Kearns      | Airport Hostess                                 |
| Geoffrey Denys      | Doctor Mayhew                                   |
| Gianfranco Parolini | Inspector May                                   |
| Guy Deghy           | Social Club Recreation Director                 |
| Peter Godsell       | Tommy McCollum                                  |
| Ed Devereaux        | American Sailor (uncredited)                    |
| Jon Farrell         | American Newscaster (uncredited)                |
| Leonard Franks      | Midget (uncredited)                             |
| George Margo        | American Sailor (uncredited)                    |
| André Mikhelson     | East German Chief of Barber Guards (uncredited) |
| Tony Sympson        | Cab Driver (uncredited)                         |

## Legătui externe
- Little Red Monkey (AKA Case of the Red Monkey) la Internet Movie Database
- Little Red Monkey la Allmovie